# Попо I фон Бланкенбург
Попо I фон Бланкенбург (на немски: Poppo I von Blankenburg, ок. 1095, † 1161 или 1164) произлиза вероятно от род Регинбодони и е граф на Регенщайн-Бланкенбург в Харц в Централна Германия.

## Биография
Неговият чичо е епископа на Халберщат, Райнхард фон Бланкенбург, който му помага да се издигне.
Попо има графски права в Харцгау от херцог Лотар III и по-късно от Хайнрих Лъв. От 1128 г. той е наричан Comes. Неговият комитат, получен вероятно от сватосания с него херцог Лотар фон Суплинбург, се намира в Източен Харцгау между Илсе и Боде. Лотар е сватосан също и с Бурхард I фон Локум.
Попо се жени за Рихенза фон Бойнебург (ок. 1100 – 1 февруари пр. 1145), дъщеря на граф Зигфрид III фон Бойнебург (1050/60 – 1107), син на херцог Ото Нортхаймски. Те имат двама сина Зигфрид († сл. 1182) и Конрад († сл. 1197). 
През 1163 г. Попо получава от Хайнрих Лъв правата за абатство Нортхайм, принадлежало на умрелия му през 1144 г. зет Зигфрид IV фон Бойнебург.
Двамата му сина, Зигфрид и Конрад († сл. 1197), основават две линии. Едва през средата на 14 век двете линии, произлизащи от рода на Попо, се съединяват отново.